# Vite dannate
Vite dannate (Too Young to Die?) è un film per la televisione del 1990 diretto da Robert Markowitz.
Il film, basato su una storia vera, è incentrato sul tema della pena di morte.

## Trama
La giovane Mandy, cacciata dalla madre dopo averle raccontato degli abusi sessuali subiti dal sul patrigno, si sposa con un suo coetaneo a 14 anni.
Il matrimonio non durerà molto e la costringerà ad abbandonare la città in cerca di fortuna.
Recatasi ad una tavola calda, chiedendo un impiego, la giovane si fida di un uomo conosciuto nel locale, Billy Canton e decide di lavorare per lui in un locale di lap dance.
Ma una sera le vessazioni dell'uomo, divenuto suo protettore, scaturiscono in una rissa, dove a difenderla interviene un cliente del locale, il sergente Mike Medwicki, un militare divorziato da poco e padre di due figli, il quale, dopo aver dato una lezione a Billy, le offre alloggio in casa sua.
La donna accetta e si trasferisce da lui per un periodo. Mandy si innamora di lui, ma un giorno l'uomo viene richiamato dai superiori per il fatto che convivesse con una minorenne, pertanto lo costringe ad abbandonarla. Mandy, infuriata, ritorna dall'ex protettore Billy e una notte, dopo essersi drogata con quest'ultimo, decide di vendicarsi e insieme vanno a uccidere Mike. Dopo l'omicidio i due fuggono nel paese natale di Mandy, dove trovano riparo temporaneo da una coppia di vicini di casa, ma vengono riconosciuti ed arrestati. Billy dichiara di essere stato costretto sotto minaccia di Mandy a fare ciò che diceva, perciò Mandy viene incarcerata e accusata di omicidio volontario. L'avvocato di Mandy, Buddy Thornton, prende a cuore il caso e tenta in tutti i modi di difenderla dalla pena capitale, ma non riuscendovi e la corte condannerà Mandy alla camera a gas.